# San Vito Volley 2008-2009
Questa voce raccoglie le informazioni riguardanti il San Vito Volley nelle competizioni ufficiali della stagione 2008-2009.

## Organigramma societario
Area direttiva
- Presidente: Luigi Sabatelli

Area tecnica
- Allenatore: Cosimo Lo Re
- Allenatore in seconda: Iolanda Semeraro
- Assistente allenatore: Roberto Massaro
- Scout man: Roberto Bianchi

Area sanitaria
- Medico: Giovanni Roma
- Fisioterapista: Anna Maria Marrazzo
- Preparatore atletico: Giuseppe Pagliara

## Rosa
| N° | Nome                 | Ruolo | Data di nascita   | Nazionalità sportiva |
| -- | -------------------- | ----- | ----------------- | -------------------- |
| 1  | Mara Di Martile      | L     | 7 aprile 1976     | Italia               |
| 2  | Fabiola Facchinetti  | C     | 30 aprile 1989    | Italia               |
| 3  | Alessandra Piccione  | S     | 29 settembre 1980 | Italia               |
| 4  | Giada Gorini         | P     | 24 febbraio 1988  | Italia               |
| 5  | Valeria Caracuta     | P     | 14 dicembre 1987  | Italia               |
| 6  | Iole Carbone         | S     | 5 gennaio 1993    | Italia               |
| 7  | Cristina Vinciarelli | C     | 12 febbraio 1980  | Italia               |
| 8  | Azurima Alvarez      | C     | 28 luglio 1978    | Italia               |
| 10 | Jaline Prado         | O     | 27 dicembre 1979  | Brasile              |
| 11 | Georgina Pinedo      | S     | 30 maggio 1981    | Argentina            |
| 13 | Alessandra Labate    | C     | 14 marzo 1981     | Italia               |
| 16 | Paola Ronconi        | S     | 11 marzo 1979     | Italia               |